# ماسيرسليمان (سقز)
قرية ماسيرسليمان (بالكردية: ماسیەرسلێمان) هي إحدى القرى التابعة لـخورخوره في ريف قسم زيويه من مقاطعة سقز، في محافظة كردستان الإيرانية.

## السكان
حسب إحصاءات سنة 2006، بلغ إجمالي السكان في ماسيرسليمان 361 نسمة وعدد المساكن 58 مسكن. لغة سكان ماسيرسليمان هي اللغة الكردية وهم من أهل السنة والجماعة والمذهب الشافعي.